# The Sound of Music (Carola)
Pour les articles homonymes, voir The Sound of Music (chanson) et The Sound of Music (album).
The Sound of Music est un album de Carola et de Tommy Körberg, paru le 1er novembre 1995, produit par Lennart Sjöholm sous le label BMG.
Cet album contient la version suédoise des chansons de la comédie musicale La Mélodie du bonheur (The Sound of Music) composées par Rogers & Hammerstein, traduites par Lars Sjöberg.

## Liste des chansons
1. The Sound Of Music
2. Det bästa jag vet
3. Edelweiss
4. Do-re-mi
5. Du är sexton
6. Visan om vallpojken
7. Något gott
8. Jag tror på mig
9. Kärleken kan dö
10. Avskedsvisan
11. Sök dig till bergen

## Meilleur classement
- Suède no 15[2]

## Récompense
Carola obtient pour ce rôle le Guldemasken de la meilleure actrice pour une comédie musicale en 1995.